# Snežeče
Snežeče é um assentamento localizado no município de Brda na Eslovênia. Possuía uma população estimada de 45 habitantes em 2020.